# Autoroute AP-9 (Espagne)
Pour les articles homonymes, voir Autoroute de l'Atlantique.

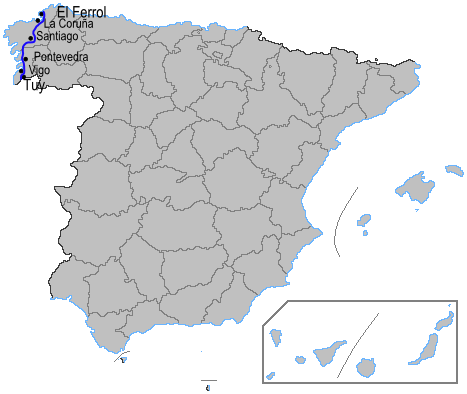
Localisation de l'autoroute de l'Atlantique sur le territoire espagnol

L’AP-9 appelée aussi Autopista del Atlántico est une autoroute espagnole située dans la communauté autonome de Galice de 220 km, surnommée autoroute de l'Atlantique.
Elle relie La Corogne au nord à la frontière portugaise permettant de rejoindre le Portugal par l'autoroute portugaise A3.
L'AP-9 contient 2 antennes autoroutières, elles aussi payantes :
- AP-9F : De Guisamo (à l'est de La Corogne) à Ferrol.
- AP-9V : Qui permet d'accéder à Vigo par le nord depuis l'AP-9.

Cette voie constitue une section de la voie européenne E1, et passe à proximité de Saint-Jacques-de-Compostelle, Pontevedra et Vigo. L'autoroute est payante sur l'intégralité de son parcours hormis dans les zones périurbaines à proximité des villes cités précédemment.
Elle absorbe un fort trafic automobile dans la Province de Pontevedra et autour des autres grandes villes de Galice notamment au niveau du pont de Rande qui absorbe jusqu'à 70000 véhicules par jour.

## Tracé
- L'AP-9 débute au nord de la frontière portugaise à Tui où elle se détache de l'A-55 et roule en parallèle avec elle jusqu'à Vigo.
- Elle contourne Vigo par l'est (section gratuite) où se connecte l'A-55 (Vigo - Portugal), l'AG-57 (Vigo - Baiona). Alors qu'au nord de Vigo se détache l'AP-9V (autoroute urbaine qui dessert le nord de Vigo). Un peu plus loin, l'AP-9 enjambe la baie de Vigo par le superbe Pont de Rande
- L'autoroute poursuit son chemin vers le nord en enjambant la baie ou ria de Pontevedra à 25 km par le pont de la ria et en contournant la ville de Pontevedra par l'ouest.
- 9km au nord de Pontevedra l'AG-41 menant à Sanxenxo et aux autres stations balnéaires de la Ria de Pontevedra se connecte à l'AP-9
- 55 km plus loin, l'AP-9 arrive à Saint-Jacques-de-Compostelle qu'elle traverse par l'est. Au sud de la ville se détache l'AP-53 (Saint-Jacques-de-Compostelle - Ourense) et au nord, l'A-54 (Saint-Jacques-de-Compostelle - Aéroport de Saint-Jacques-de-Compostelle)
- L'AP-9 continue son chemin le long de la côte Atlantique jusqu'à La Corogne où vient se connecter l'A-6 (Madrid - La Corogne) et l'AP-9F (l'antenne de Ferrol).
- L'AP-9 accède à La Corogne par l'est par l'Avenue Alfonso Molina AC-11.

Cette autoroute, dont la construction progressive a eu lieu entre 1973 et 2000, est concédée à la société AUDASA.

## Projet
Il est prévu d'élargir l'AP-9 à 2x3 voies à partir de la bifurcation avec l'AP-9F pour Ferrol jusqu'au prolongement de l'Avenue d'Alfonso Molina

## Sorties

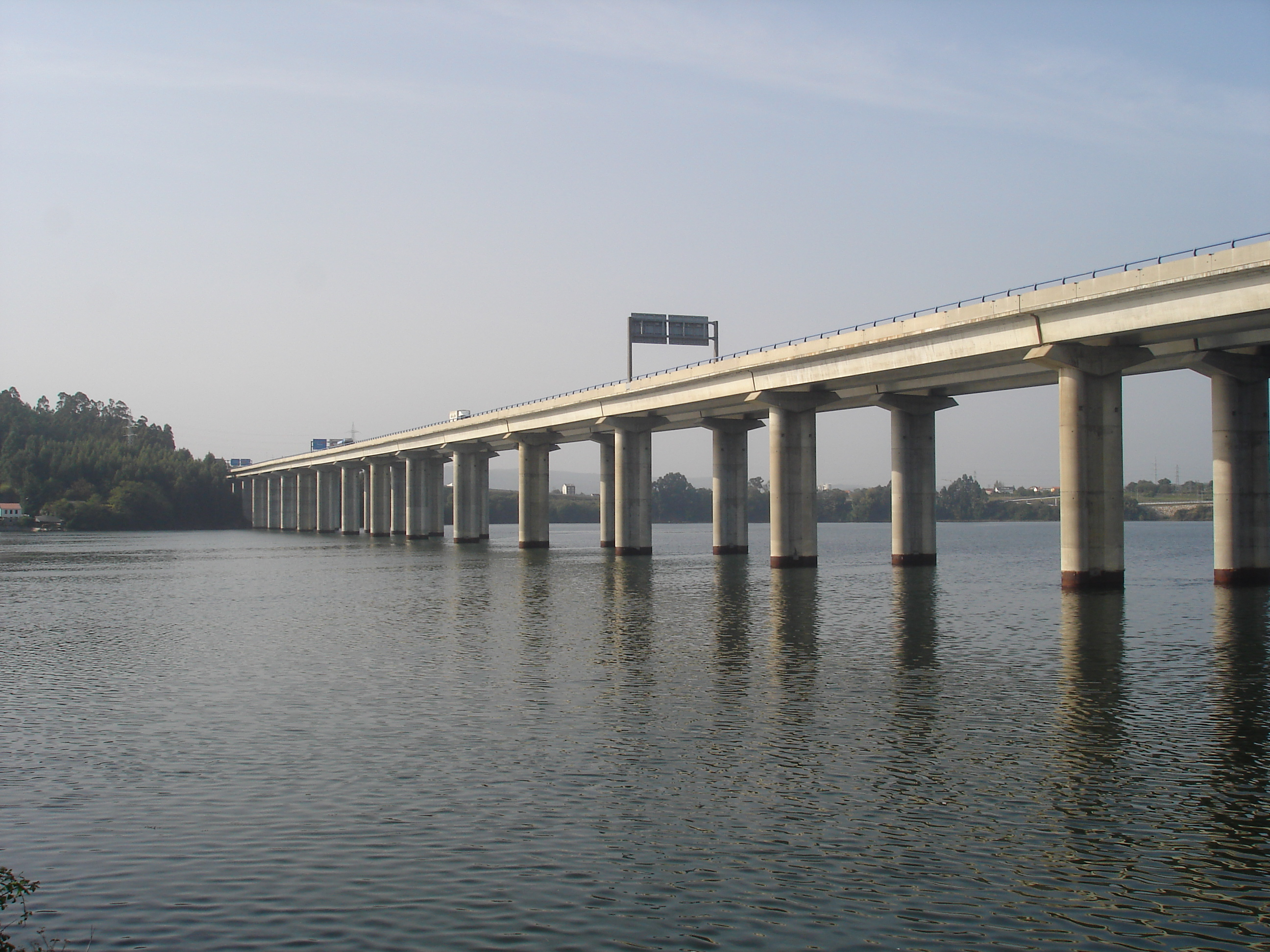
Pont de l'AP-9 traversant la ria du Ferrol

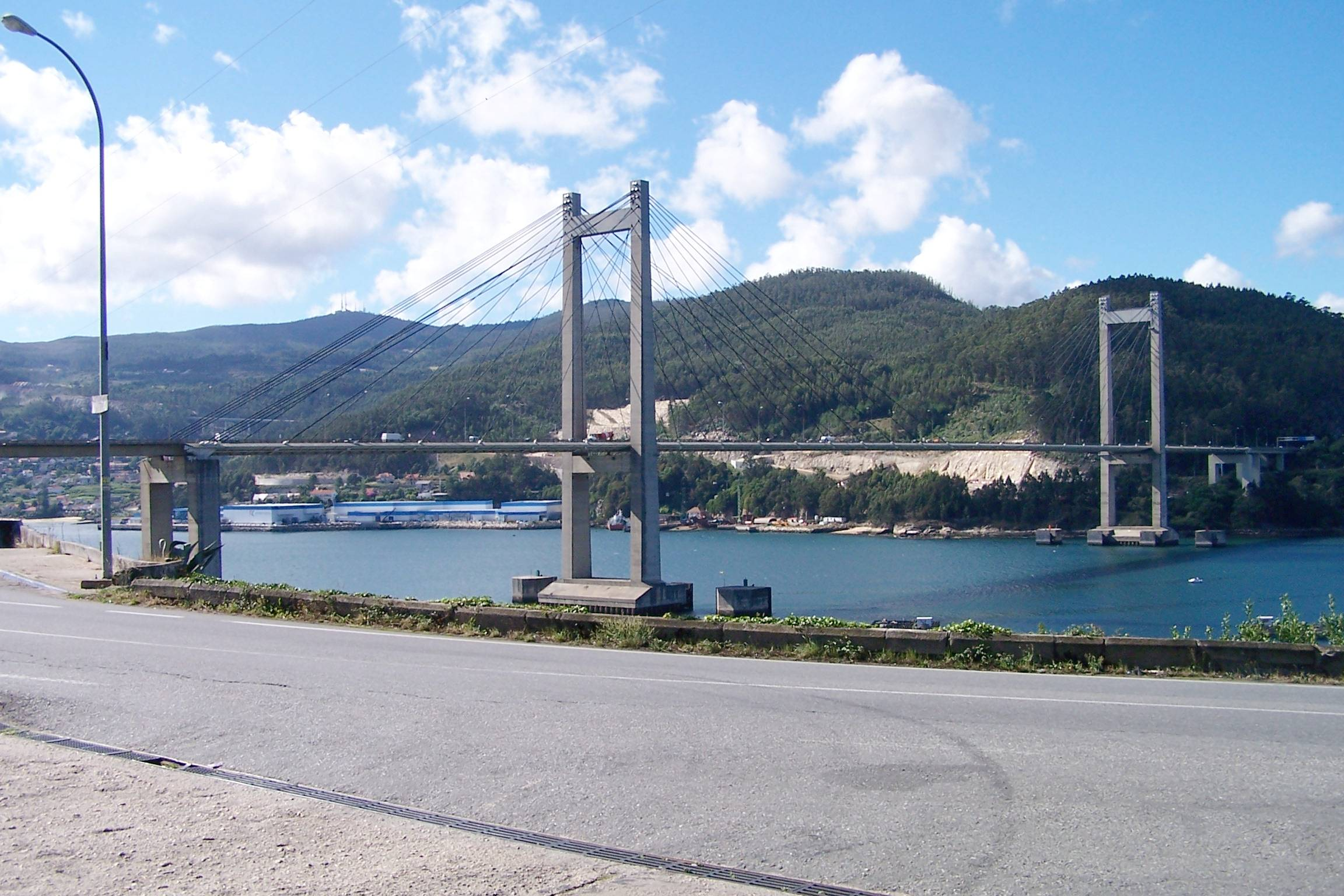
L'AP-9 au niveau du pont de Rande

De La Corogne à Tui
| Sorties                        | Villes                                                                                 |                   |
| ------------------------------ | -------------------------------------------------------------------------------------- | ----------------- |
|                                | La Corogne-Avenida Alcalde Alfonso Molina La Corogne-Puente del Pasaje La Corogne Sud  | AC-11 AC-12 AC-14 |
| Aire de service de O Burgo     |                                                                                        |                   |
| 07                             | Cambre Aéroport de La Corogne AC-14                                                    | N-550             |
| 12                             | Cambre                                                                                 | AC-214 AC-221     |
|                                | Ferrol                                                                                 | AP-9F             |
|                                | Péage de Guisamo                                                                       |                   |
|                                | Lugo - Madrid Cee - Carballo AG-55                                                     | A-6               |
| Aire de service de Piadela     |                                                                                        |                   |
| Aire de service de Amexeira    |                                                                                        |                   |
| 41                             | Ordes                                                                                  | AC-524            |
| 55                             | Sigüeiro Aéroport de Saint-Jacques-de-Compostelle A-54                                 | N-550             |
|                                | Péage de Sigüeiro                                                                      |                   |
| Aire de service de Marantes    |                                                                                        |                   |
| 67                             | Saint-Jacques-de-Compostelle Nord Lugo - Aéroport de Saint-Jacques-de-Compostelle A-54 | SC-20             |
| 72A                            | Saint-Jacques-de-Compostelle Centre A Estrada AG-59                                    | SC-12             |
|                                | Ourense - Lalin A Estrada AG-59                                                        | AP-53             |
|                                | Saint-Jacques-de-Compostelle Sud Noia                                                  | SC-11 AG-56       |
|                                | Péage de Teo                                                                           |                   |
| Aire de service de Compostella |                                                                                        |                   |
| 93                             | Padron N-550 - Ribeira                                                                 | VG-1.1            |
| 104                            | Ribeira VG-1.1 - Catoira - Valga                                                       | N-550 P-100       |
| 110                            | Caldas de Reyes - Villagarcía de Arosa                                                 | N-640             |
| Aire de service de O Salnes    |                                                                                        |                   |
| 119                            | Barro - Sanxenxo                                                                       | AG-54             |
|                                | Péage de Poyo                                                                          |                   |
| 129                            | Pontevedra Nord                                                                        | PO-531            |
| 132AB                          | Pontevedra Sud PO-12 Port de Marin                                                     | PO-10 PO-11       |
| Aire de service de Bértola     |                                                                                        |                   |
| 137                            | Pontevedra PO-10 - Redondela - Vilaboa                                                 | N-550             |
|                                | Péage de Vilaboa                                                                       |                   |
| Aire de service de San Simón   |                                                                                        |                   |
| 146                            | Cangas - Moaña                                                                         | CG-4.1            |
|                                | Pont de Rande                                                                          |                   |
| 148                            | Redondela                                                                              |                   |
|                                | Vigo Nord                                                                              | AP-9V             |
| 157                            | Redondela - Aéroport de Vigo                                                           | N-556             |
|                                | Vigo Centre Tui - Portugal Ourense - Madrid A-52                                       | A-55              |
|                                | Vigo Sud - Port de Vigo Baiona - Nigran                                                | VG-20 AG-57       |
| 158                            | Vigo Tui - Portugal Ourense A-52                                                       | A-55              |
|                                | Péage de O'Porrino                                                                     |                   |
|                                | Vigo Tui - Portugal Ourense - Madrid A-52                                              | A-55              |